# La Belle Roche

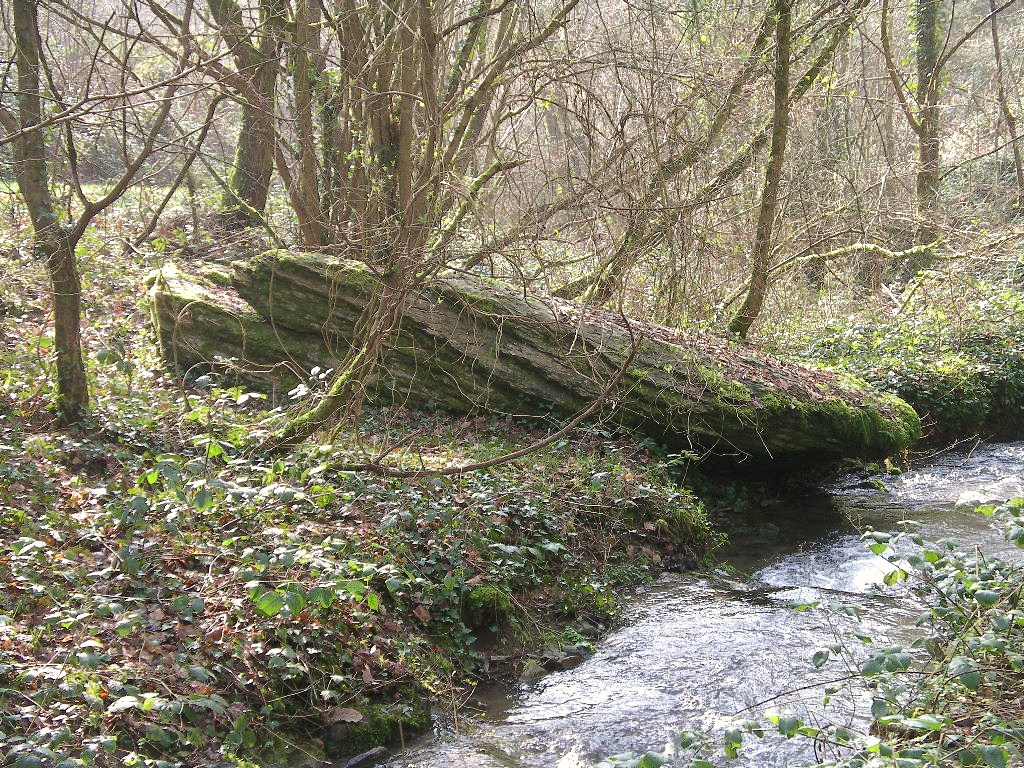
Belle Roche

Der Menhir La Belle Roche (deutsch „Schöner Fels“ – auch Pierre à la Demoiselle genannt) liegt südlich des Weilers Trufaudière, westlich von Culey-le-Patry und östlich von Cauville im Departement Calvados in der Normandie in Frankreich.
Der etwa 5,3 m lange und 2,7 m breite Menhir liegt am unteren Ende eines schmalen bewaldeten Tales am Ufer des Herbion, eines Nebenflusses der Orne. Seine Dicke variiert zwischen 0,7 und 0,85 m. Er ist aus Schiefer mit tiefen Einschnitten am Rand. Vor seinem Fall, im Jahre 1840, galt es als der größte Menhir des Calvados.
Der Menhir La Belle Roche ist seit 1953 als Monument historique klassifiziert.

## Legenden
Der Überlieferung zufolge war unter dem Stein ein Schatz versteckt. Er wurde durch Schatzsucher aus dem Gleichgewicht gebracht, dann vom Besitzer in der Hoffnung gestürzt, den Schatz zu finden. Es wird auch gesagt, dass der Menhir sich am Heiligabend einige Male um sich selbst drehte und erst beim ersten Hahnenschrei des nahe gelegenen Hofes zur Ruhe kommt.

La Belle Roche
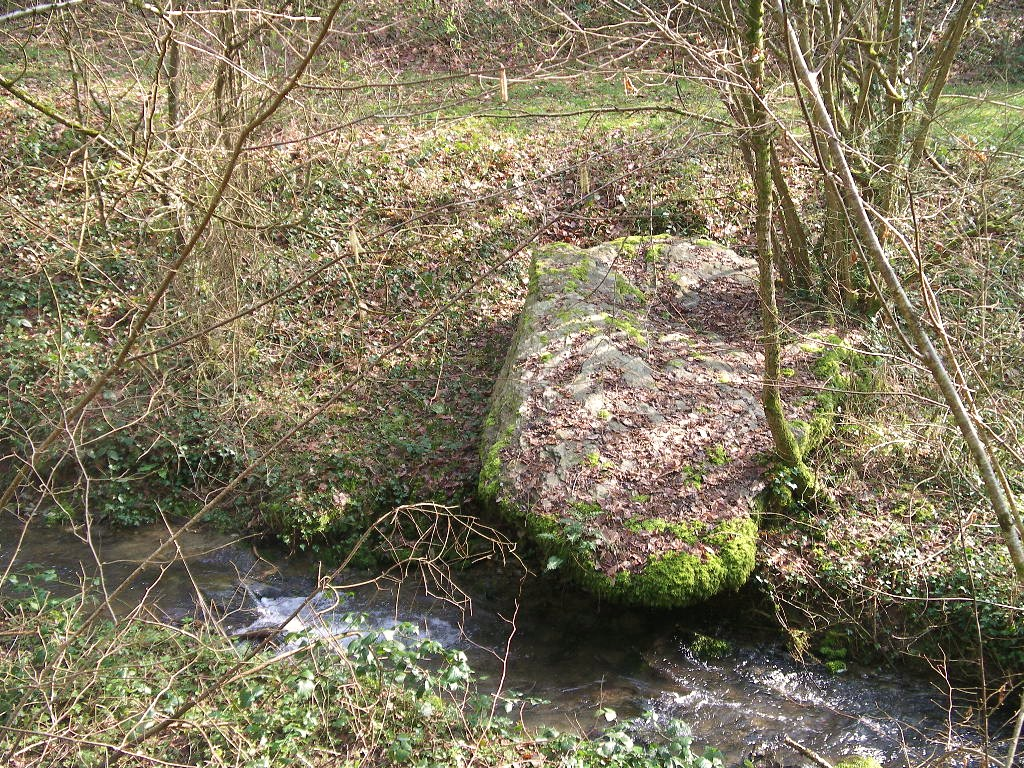
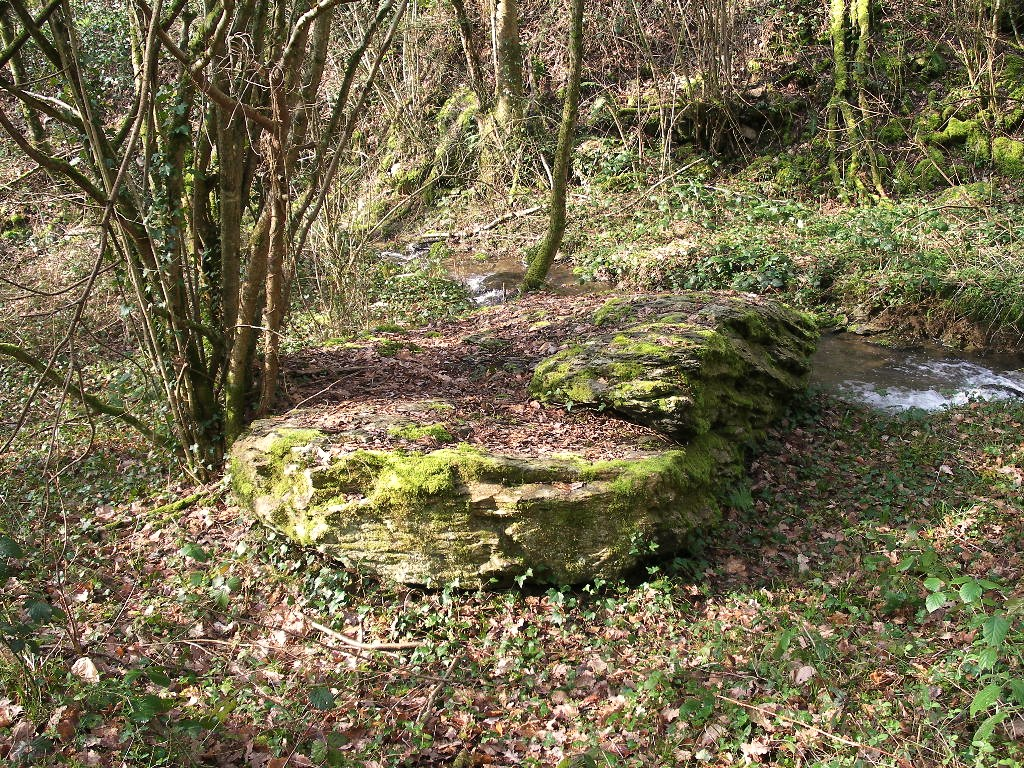